# Metaconchoecia arcuata
Metaconchoecia arcuata är en kräftdjursart som först beskrevs av Deevey 1978.  Metaconchoecia arcuata ingår i släktet Metaconchoecia och familjen Halocyprididae. Inga underarter finns listade i Catalogue of Life.